# Raïon de Jabinka
Le raïon de Jabinka (en biélorusse : Жабінкаўскі раён, Jabinkawski raïon ; en russe : Жабинковский район, Jabinkovski raïon) est une subdivision de la voblast de Brest, en Biélorussie. Son centre administratif est la ville de Jabinka.

## Géographie
Le raïon couvre une superficie de 684,17 km2, dans l'ouest de la voblast, à la limite de l'agglomération de Brest. Le raïon de Jabinka est limité au nord par le raïon de Kamianets, à l'est par le raïon de Kobryn, au sud par le raïon de Malaryta et à l'ouest par le raïon de Brest.

## Histoire
Le raïon de Jabinka fut créé le 15 janvier 1940 comme subdivision de la nouvelle voblast de Brest, elle-même créée le 4 décembre 1939 sur le territoire de la partie orientale de la Pologne, annexée par l'Union soviétique. Il fut supprimé le 8 août 1959 puis rétabli le 30 juillet 1966.

## Population

### Démographie
Les résultats des recensements (*) montrent une remarquable stabilité de la population du raïon depuis 1959.
| 1959*  | 1970*  | 1979*  | 1989*  | 1999*  | 2009*  |
| ------ | ------ | ------ | ------ | ------ | ------ |
| 24 947 | 25 315 | 24 647 | 25 298 | 25 784 | 25 031 |

### Nationalités
Selon les résultats du recensement de 2009, la population du raïon se composait de trois nationalités principales :
- 88,6 % de Biélorusses ;
- 5,5 % de Russes ;
- 3,3 % d'Ukrainiens.

### Langues
En 2009, la langue maternelle était le biélorusse pour 55,33 % des habitants du raïon de Jabinka et le russe pour 43,55 %. Le biélorusse était parlé à la maison par 15,11 % de la population et le russe par 81,34 %.